# 安食賢一
安食賢一（あじき けんいち、1972年10月13日 - ）は、日本のプロダーツプレイヤー。ニックネームはJonny (ジョニー）。血液型O型。183cm。利腕：右。利目：右。

## 主な成績
- 2012 Asia Pacific Cup 男子シングルス優勝
- 2015 JAPAN STAGE6 優勝
- 2015 JAPAN STAGE7 優勝
- 2015 JAPAN STAGE14 優勝
- 2015 JAPAN STAGE15 準優勝
- 2015 JAPAN年間ランキング 3位
- 2016 JAPAN STAGE4 Best16
- 2016 JAPAN STAGE5 第3位
- 2016 JAPAN STAGE6 Best16
- 2016 JAPAN STAGE8 Best16
- 2016 JAPAN STAGE9 Best8
- 2017 JAPAN 第4戦 BEST16
- 2017 JAPAN 第5戦 BEST16
- 2017 THE WORLD STAGE3 準優勝
- 2017 JAPAN  第7戦 第3位
- 2017 JAPAN  第8戦 第3位
- 2017 JAPAN  第9戦 Best8
- 2017 JAPAN  BLUE SEASONランキング8位
- 2017 JAPAN 第13戦 準優勝
- 2017 JAPAN 第14戦 BEST16
- 2017 JAPAN16 EXHIBITION 第14戦 優勝
- 2017 JAPAN 第15戦 優勝
- 2017 JAPAN 第16戦 BEST8
- 2017 JAPAN年間ランキング8位
- 2018 THE WORLD開幕戦 BEST16
- 2018 JAPAN STAGE3 第3位
- 2018 THE WORLD STAGE3 BEST8
- 2018 JAPAN STAGE13 BEST16
- 2018 JAPAN STAGE14 BEST8
- 2018 JAPAN STAGE15 準優勝
- 2018 JAPAN STAGE16 BEST16
- 2018 JAPAN STAGE17 BEST16
- 2018 JAPAN STAGE18 BEST16

## ダーツ・セッティング
- バレル：JONNY（Harrows）
- フライト：L-Flight PRO L3 [Shape] JONNY Ver.4（L-style）
- シャフト：L-Shaft Silent White 330（L-style）
- チップ：Premium Lippoint（L-style）

## 主なスポンサー
- Harrows
- BAGUS
- LSTYLE
- 古川エージェンシー
- SHADE
- DARTS HIVE
- DARTSLIVE
- REALESTATE
- Jonny's club

## home location
- BAGUS 横浜西口